# 285 Regina
Regina /rɪˈdʒaɪnə/ (định danh hành tinh vi hình: 285 Regina) là một tiểu hành tinh điển hình, mặc dù khá lớn ở vành đai chính. Ngày 3 tháng 8 năm 1889, nhà thiên văn học người Pháp Auguste H. Charlois phát hiện tiểu hành tinh Regina khi ông thực hiện quan sát ở Nice, Pháp và không biết rõ về nguồn gốc tên của nó.